# دييغو مونيوث كامارغو
دييغو مونيوث كامارغو (بالإسبانية: Diego Muñoz Camargo)‏ هو مؤرخ وكاتب مكسيكي، ولد في 1529 في المكسيك، وتوفي بنفس المكان في 1599.